# ما وراء الشر (مسلسل كوري)
ما وراء الشر (اللغة الكورية: 괴물): هو مسلسل تلفزيوني كوري جنوبي، من بطولة شين ها كيون ويو جين جو. تم بثه على قناة JTBC يوم الجمعة والسبت من بداية 19 فبراير 2021 ، وهو متاح عالمياً على شبكة نتفلكس من 15 يونيو 2021.

## القصة
تروي هذه الدراما قصة رجلين شجاعين لي دونج شيك وهان جو وون اللذان يخرقان القانون للقبض على قاتل متسلسل وأثناء الكشف عن هويته، يسأل الاثنان باستمرار «من هو الوحش؟ أهو أنت أم أنا أم نحن؟» إنهما يتابعان عن كثب الجوانب الخفية للجميع ويتساءلان عن براءة الأشخاص المتورطين في القضية بما في ذلك أنفسهم.

## طاقم

### رئيسي
- شين ها كيون في بدور لي دونج سيك

رقيب في شرطة مانيانغ الفرعية [أ] مركز شرطة مونجو في الجزء الغربي من مقاطعة كيونغ كي، بمجرد أن أصبح محققًا متميزاً، تم تخفيض رتبته للقيام بكل الأعمال العادية والمملة في محطة شرطة مانيانغ الفرعية.
- يو جين-جو في دور هان جو وون.

تم تعيينه مخبرا من النخبة في شرطة مانيانغ الفرعية.[أ]

### آخرون
- تشوي سونج اون في دور يو جاي يي (سيدة السكين "وصاحبة محل الجزارة مانيانغ.[6]
- كيم شين روك في دور أوه جي هوا ( قائدة فريق في مركز شرطة مونجو ؛ زميلة مدرسة لي دونغ شيك الابتدائية والمتوسطة والثانوية.[7]
- تشوي داي هون في دور بارك جونغ جي ( ملازم فريق الدعم التحقيقات في مركز شرطة مونجو. أفضل صديق لي دونج سيك وابن دو هاي وون.[8]
- تشون هو جين في دور نام سانغ باي (رئيس محطة شرطة مانيانغ الفرعية على التقاعد قريبًا.[9]
- جيل هاي يون في دور عضوة المجلس دو هاي وون ( عضوة مجلس مدينة مونجو الحالية والمرشحة المحتملة لمنصب عمدة منجو.
- تشوي جين هو في دور هان كي هوان.
- كانغ مين آه في دور كانغ مين جونغ: هي ابنة كانغ جين موك، صاحبة سوبر ماركت مانيانغ.[10]
- هيو سونغ تاي في دور لي تشانغ جين: الرئيس التنفيذي لشركة جي ال للبنا ورئيس لجنة تطوير مدينة دريم تاون في مونجو.[11]
- كيم هيورا في دور بانغ جو سيون

## المشاهدات
| الموسم | الموسم | رقم الحلقة | رقم الحلقة | رقم الحلقة | رقم الحلقة | رقم الحلقة | رقم الحلقة | رقم الحلقة | رقم الحلقة | رقم الحلقة | رقم الحلقة | رقم الحلقة | رقم الحلقة | رقم الحلقة | رقم الحلقة | رقم الحلقة | رقم الحلقة | المتوسط |
| الموسم | الموسم | 1          | 2          | 3          | 4          | 5          | 6          | 7          | 8          | 9          | 10         | 11         | 12         | 13         | 14         | 15         | 16         | المتوسط |
| ------ | ------ | ---------- | ---------- | ---------- | ---------- | ---------- | ---------- | ---------- | ---------- | ---------- | ---------- | ---------- | ---------- | ---------- | ---------- | ---------- | ---------- | ------- |
|        | 1      | 1027       | 1051       | 1010       | 1003       | 828        | 1100       | 1011       | 1343       | 1157       | 1352       | 1066       | 1039       | 1142       | 1327       | 1265       | 1358       | 1130    |

| الحلقات | تاريخ البث     | تقييمات 'نيلسن كوريا" | تقييمات 'نيلسن كوريا" |
| الحلقات | تاريخ البث     | على الصعيد الوطني     | سيئول                 |
| ------- | -------------- | --------------------- | --------------------- |
| 1       | 19 فبراير 2021 | 4.451%                | 5.232%                |
| 2       | 20 فبراير 2021 | 3.948%                | 4.854%                |
| 3       | 26 فبراير 2021 | 4.330%                | 4.920%                |
| 4       | 27 فبرير 2021  | 4.204%                | 5.179%                |
| 5       | 5 مارس 2021    | 3.765%                | 4.237%                |
| 6       | 6 مارس 2021    | 4.442%                | 4.881%                |
| 7       | 12 مارس 2021   | 4.172%                | 4.721%                |
| 8       | 13 مارس 2021   | 5.356%                | 6.490%                |
| 9       | 19 مارس 2021   | 4.651%                | 5.498%                |
| 10      | 20 مارس 2021   | 5.502%                | 6.311%                |
| 11      | 26 مارس 2021   | 4.682%                | 5.385%                |
| 12      | 27 مارس 2021   | 4.279%                | 5.118%                |
| 13      | 2 أبريل 2021   | 5.021%                | 5.840%                |
| 14      | 3 أبريل 2021   | 5.302%                | 6.317%                |
| 15      | 9 أبريل 2021   | 5.355%                | 6.351%                |
| 16      | 10 أبريل 2021  | 5.991%                | 6.666%                |
| المتوسط | المتوسط        | 4.716%                | 5.500%                |

## الجوائز والترشيحات
تلقت 7 ترشيحات في جوائز بيكسانغ للفنون ال57 ، وفازت بـ 3 - أفضل دراما ، أفضل سيناريو ، وأفضل ممثل لشين ها كيون. كما تم اختياره كواحد من المرشحين النهائيين للجائزة الكبرى لجائزة بايكسانغ للفنون.
| قائمة الجوائز والترشيحات | قائمة الجوائز والترشيحات | قائمة الجوائز والترشيحات   | قائمة الجوائز والترشيحات | قائمة الجوائز والترشيحات | قائمة الجوائز والترشيحات |
| السنة                    | الجائزة                  | الفئة                      | المستلم                  | النتيجة                  | م.                       |
| ------------------------ | ------------------------ | -------------------------- | ------------------------ | ------------------------ | ------------------------ |
| 2021                     | جوائز بايكسانغ للفنون    | الجائزة الكبرى - تلفزيون   | ما وراء الشر             | رُشِّح                      | [ 14 ]                   |
| 2021                     | جوائز بايكسانغ للفنون    | أفضل دراما                 | ما وراء الشر             | فوز                      | [ 15 ]                   |
| 2021                     | جوائز بايكسانغ للفنون    | أفضل مخرج - تلفزيون        | شيم نا يون               | رُشِّح                      | [ 16 ]                   |
| 2021                     | جوائز بايكسانغ للفنون    | أفضل سيناريو - تلفزيون     | كيم سو جين               | فوز                      | [ 15 ]                   |
| 2021                     | جوائز بايكسانغ للفنون    | أفضل ممثل - تلفزيون        | شين ها كيون              | فوز                      | [ 15 ]                   |
| 2021                     | جوائز بايكسانغ للفنون    | أفضل ممثل مساعد - تلفزيون  | تشوي داي هون             | رُشِّح                      | [ 16 ]                   |
| 2021                     | جوائز بايكسانغ للفنون    | أفضل ممثلة جديدة - تلفزيون | تشوي سونغ إيون           | رُشِّح                      | [ 16 ]                   |
| 2021                     | جوائز بايكسانغ للفنون    | جائزة فنية (تصوير سينمائي) | جانغ جونغ كيونغ          | رُشِّح                      | [ 16 ]                   |

## البث الدولي
- المسلسل متاح في Viu مع ترجمة متعددة اللغات في جنوب شرق آسيا (سنغافورة وماليزيا وميانمار وإندونيسيا وتايلاند والفلبين).[17]
- قناة Starhub TV سنغافورة.
- قناة K-plus (الفلبين وإندونيسيا وماليزيا).
- Netflix في جميع أنحاء العالم بدءًا من 11 أبريل 2021.[18][19]

## روابط خارجية
- الموقع الرسمي
 (بالكورية)
- ما وراء الشر على موقع IMDb (الإنجليزية)
- ما وراء الشر على موقع نتفليكس (الإنجليزية)
- ما وراء الشر على موقع قاعدة بيانات الفيلم (الإنجليزية)